# Coronta
Coronta là một chi bướm đêm thuộc họ Erebidae.